# Operativo de Seguridad Estado de México
El Operativo de Seguridad Estado de México es un operativo militar llevado a cabo por la SEMAR, la SEDENA, la SEGOB, la PGR, la CNS y el CISEN, que inició el 31 de marzo, en el Estado de México y la Zona Metropolitana del Valle de México.